# Townshend (Vermont)
Townshend es un pueblo ubicado en el condado de Windham en el estado estadounidense de Vermont. En el año 2010 tenía una población de 1,232 habitantes y una densidad poblacional de 11 personas por km².

## Demografía
Según la Oficina del Censo en 2000 los ingresos medios por hogar en la localidad eran de $39,286 y los ingresos medios por familia eran $41,759. Los hombres tenían unos ingresos medios de $31,667 frente a los $22,313 para las mujeres. La renta per cápita para la localidad era de $19,431. Alrededor del 8.8% de la población estaban por debajo del umbral de pobreza.